# Trichocentrum stramineum
Trichocentrum stramineum là một loài lan đặc hữu của México (Veracruz).

## Hình ảnh

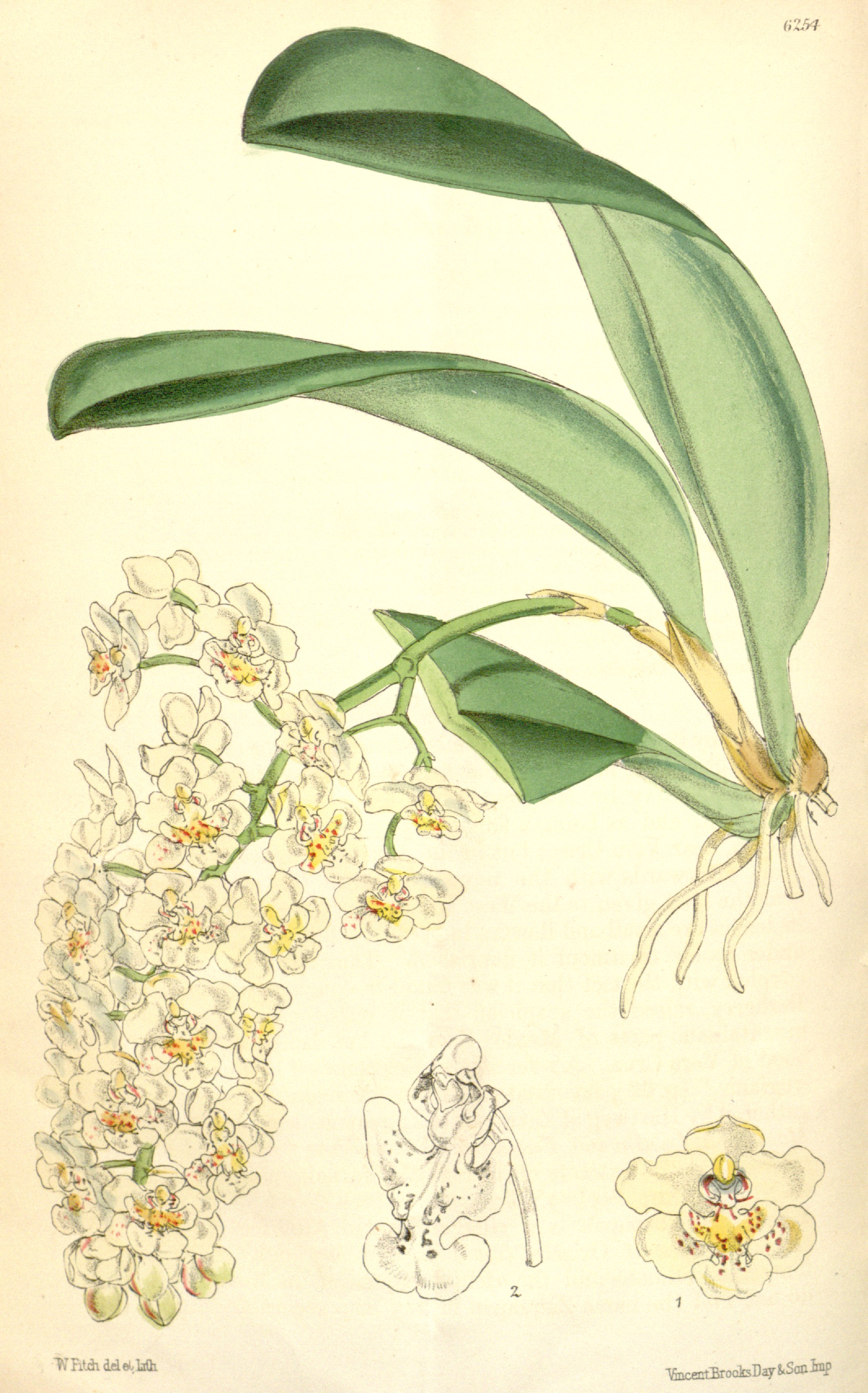
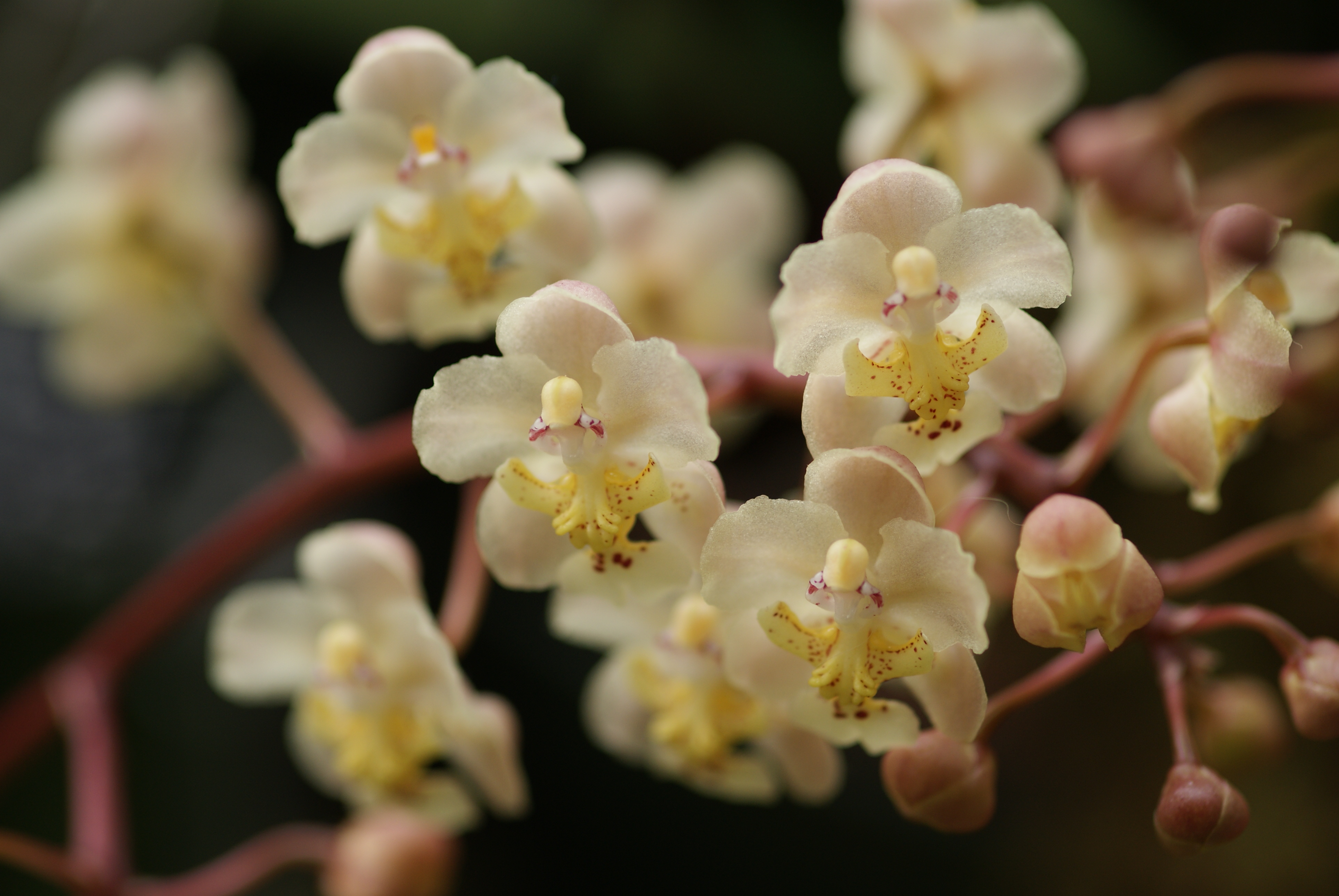